# بلکبورد
بلکبورد (انگلیسی: Blackboard Inc.) شرکت فناوری آموزشی آمریکایی است، که در سال ۱۹۹۷ تأسیس شد.